# Västra Tjålmejaure (Jokkmokks socken, Lappland)
Västra Tjålmejaure är en sjö i Jokkmokks kommun i Lappland och ingår i Luleälvens huvudavrinningsområde. Sjön har en area på 0,179 kvadratkilometer och ligger 301,1 meter över havet. Sjön avvattnas av vattendraget Tjålmejaurebäcken.

## Delavrinningsområde
Västra Tjålmejaure ingår i det delavrinningsområde (740185-169661) som SMHI kallar för Utloppet av Västra Tjålmejaure. Medelhöjden är 316 meter över havet och ytan är 0,95 kvadratkilometer. Det finns ett avrinningsområde uppströms, och räknas det in blir den ackumulerade arean 5,52 kvadratkilometer. Tjålmejaurebäcken som avvattnar avrinningsområdet har biflödesordning 3, vilket innebär att vattnet flödar genom totalt 3 vattendrag innan det når havet efter 168 kilometer. Avrinningsområdet består mestadels av skog (69 procent). Avrinningsområdet har 0,18 kvadratkilometer vattenytor vilket ger det en sjöprocent på 18,7 procent.